# Evert Rinsema

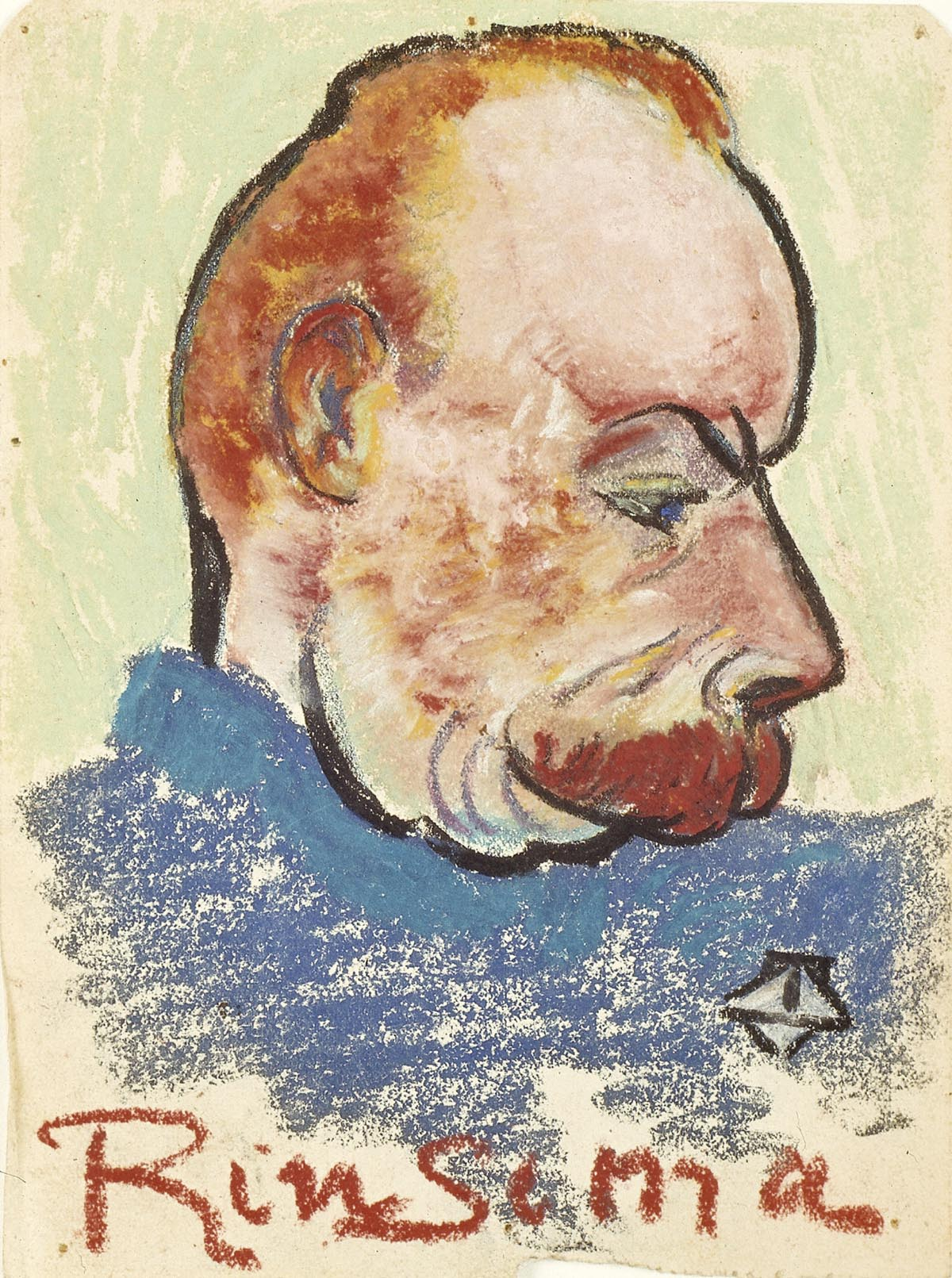
Theo van Doesburg. Portret van Evert Rinsema. Vermoedelijk 1915. Pastelkrijt op paper. 15,5 × 11,5 cm. Leeuwarden, Fries Museum.

Evert Rinsema (Gorredijk, 28 augustus 1880 – Heerenveen, 4 juli 1958) was een Nederlands schoenmaker en dichter en geestverwant van kunstbeweging De Stijl.
Hij was een broer van beeldend kunstenaar Thijs Rinsema (1877-1947) en woonde in Drachten. Hij was schoenmaker en las in zijn vrije tijd intensief het werk en de levensverhalen van de grote filosofen. Tijdens zijn mobilisatie-periode, van 1914 tot 1916, vlak bij het Noord-Brabantse Alphen, raakte hij bevriend met schrijver en beeldend kunstenaar Theo van Doesburg. Van Doesburg was met name onder de indruk van Rinsema omdat hij veelal abstracte en moeilijk te doorgronden filosofische denkbeelden in het dagelijks leven terugzag. Hij maakte om die reden het hier afgebeelde portret van Rinsema, waarin hij hem weergaf als Friedrich Nietzsche. Van Doesburg zou hem later regelmatig in Drachten opzoeken. Ook bracht Van Doesburg in 1920 zijn dichtbundel Verzamelde volzinnen uit. In september van dat jaar stelde Rinsema hem voor aan architect Cees Rienks de Boer (1881-1966), die Van Doesburg betrok bij het ontwerp van een aantal 'middenstandswoningen' en de Landbouwwinterschool in Drachten. Begin jaren dertig verhuisde Rinsema naar Assen, waar hij aan het Kanaal 173-175 een woonhuis in modernistische stijl liet bouwen naar ontwerp van architect J.F.A. Göbel. Na de Tweede Wereldoorlog keerde hij terug naar Drachten. Een bekende uitspraak van Rinsema is: 'Komt door te zwijgen niets tot stand, door spreken blijft niets staande' (1947).

## Publicaties
- Verzamelde volzinnen van Evert Rinsema. Leiden: De Stijl, 1920
- Wat ik dacht. Assen, 1947

Postuum
- De mens is van nature hoekig. Bergen: Van der Wal, 1980
- Wat achterbleef. Volzinnen. Woubrugge: Avalon Pers, 1982
- Verwaaide bloemen. Gedichten en gedachten. Drachten: Streekmuseum "It Bleekerhûs", [1983]
- Woorden op laag-water. Drachten: [eigen beheer], 1984
- Geeft uw bloemen als u bloemen hebt, geleidelijk en langzaam water... [Woubrugge: Avalon Pers, 1995]